# 沼津新聞
沼津新聞（ぬまづしんぶん）は、沼津新聞社が発行する新聞。1946年（昭和21年）11月創刊。静岡県沼津市で配布されていた。
2008年10月26日現在、発行されておらず、発行されなくなってから、5年程が経過している。